# کری وودز
کری وودز (انگلیسی: Cary Woods؛ زادهٔ ۶ مهٔ ۱۹۵۷) تهیه‌کننده فیلم، متصدی کشف استعداد و مدیر اجرایی تولید اهل ایالات متحده آمریکا است.
از فیلم‌ها یا مجموعه‌های تلویزیونی که وی در آن‌ها نقش داشته‌است، می‌توان به این طور شد که با قاتل تبربه‌دست ازدواج کردم، رودی، آمیزش جنسی سه‌نفره، فقط تو، بچه‌ها، کارهایی که بعد از مرگت در دنور باید انجام داد، دختران زیبا، هوسران، جیغ، سرزمین پلیس، گودزیلا، جولین کله‌خر، پرایم گیگ و فروشنده‌ها اشاره نمود.